# Windows RT
Windows RT, noto durante lo sviluppo come Windows on ARM o WOA, è un'edizione del sistema operativo Windows 8 di Microsoft, progettata per dispositivi portatili che usano l'architettura ARM.
Microsoft non ha dichiarato ufficialmente il significato dell'acronimo "RT", anche se secondo alcune fonti sta per "Runtime", in riferimento alla libreria Windows Runtime (WinRT).

## Storia
È disponibile al pubblico dal 26 ottobre 2012 preinstallata nel tablet Microsoft Surface. Non è disponibile per la vendita al dettaglio, ma può essere acquistata solo preinstallata su PC e tablet dotati di microprocessori ARM di vari produttori, tra cui ASUS, Samsung, Dell e Lenovo.
Il 17 ottobre 2013 viene distribuito l'aggiornamento a Windows RT 8.1, scaricabile gratuitamente dallo Store.

## Caratteristiche
Windows RT aggiunge alle edizioni x86/x64 di Windows 8 le app di Windows Store del pacchetto Microsoft Office Home and Student 2013 RT (Word, Excel, PowerPoint, OneNote) e una funzione per la crittografia del dispositivo.
Non include tuttavia Windows Media Player, il supporto alle applicazioni di tipo desktop per x86/x64 e la tecnologia degli spazi di archiviazione. Ufficialmente può eseguire solo le applicazioni già incluse nel sistema e quelle disponibili attraverso Windows Store.

## Interfaccia utente

Schermata Start di Windows 8

L'interfaccia utente di Windows RT, realizzata in "linguaggio di design", è Modern UI, pensata ed ottimizzata per i monitor touch screen. La schermata Start, simile a quella di Windows Phone 8 e mostrata per prima all'avvio del sistema, presenta principalmente una griglia scorrevole di riquadri, oltre al nome e all'immagine dell'utente nell'angolo in alto a destra.
I riquadri animati assomigliano a delle mattonelle che, oltre a eseguire un'applicazione con un tocco su uno di essi, spesso visualizzano al loro interno dati aggiornati in tempo reale, senza dover necessariamente avviare l'applicazione: per esempio, il riquadro Meteo visualizza senza l'input dell'utente informazioni relative alla situazione meteorologica corrente. L'utente può disporre a piacere i riquadri, e può ridimensionarne la maggior parte dalla barra delle opzioni che compare toccando il riquadro e trascinandolo leggermente.

Barre laterali a comparsa

L'interfaccia incorpora anche una nuova barra dei menu sul lato destro dello schermo nota come la barra dei pulsanti di accesso rapido, a cui si può fare accesso da qualsiasi app o dal desktop effettuando lo scorrimento sul lato destro di uno schermo touch o di un touchpad compatibile, o toccando uno degli angoli destri dello schermo. La barra dei pulsanti di accesso rapido contiene le icone per la ricerca, la condivisione, l'accesso alla schermata Start, la gestione dei dispositivi e le impostazioni. Le app possono integrare altre icone nella barra dei pulsanti di accesso rapido per un accesso coerente a certe funzionalità.

### App di Windows Store

App Meteo ancorata al lato sinistro dello schermo

Windows 8 introduce la nuova piattaforma Windows Runtime (WinRT), utilizzata da un nuovo tipo di applicazioni che vengono eseguite in una sandbox sicura e che possono condividere i dati in modo più semplice attraverso i contratti. I linguaggi supportati da Microsoft per lo sviluppo di app di Windows Store sono JavaScript, Visual Basic .NET, C++/CX e C#. Questa ampia scelta tra i linguaggi di programmazione si deve ai cambiamenti apportati all'architettura di Windows: tutte le applicazioni sviluppate utilizzando C#, MFC e HTML5 con code-behind JavaScript vengono tradotte nelle API di WinRT basate su COM.
Le nuove app per Windows 8 vengono eseguite a schermo intero per impostazione predefinita. La nuova interfaccia nel linguaggio di design Microsoft è progettata per schermi 16:9 con risoluzione 1366×768, con la possibilità di visualizzare due applicazioni affiancate utilizzando l'ancoraggio. La risoluzione 1024×768 permette di visualizzare una sola applicazione per volta, mentre una risoluzione inferiore non consente l'utilizzo delle app di Windows Store. In quest'ultimo caso è comunque possibile accedere alla schermata Start, anche se è possibile utilizzarla solo per ricerche e per eseguire programmi di tipo desktop.

### Schermata di blocco

Schermata di blocco di Windows 8 (8.1, RT)

Una nuova schermata di blocco (come Windows Phone 7/8) mostra la data, l'ora e le notifiche su uno sfondo personalizzabile, ed affianca al normale accesso tramite password testuale due nuovi metodi di autenticazione, progettati per facilitare l'accesso sugli schermi sensibili al tocco tipici dei tablet.
Il primo metodo di autenticazione prevede l'inserimento di un codice PIN a 4 cifre. Questa funzionalità è disponibile anche per gli utenti di PC da scrivania e portatili.
Il secondo metodo di autenticazione, chiamato password grafica, consiste nel completare una sequenza di gesti in diversi punti all'interno di un'immagine. Questi gesti tengono conto della forma, dei punti iniziali e finali e della direzionalità, ma sono limitati al tocco in un punto e al tracciamento di linee e cerchi, per aumentare la velocità di accesso rispetto a forme fatte a mano libera. Dopo cinque tentativi falliti il PC viene bloccato, finché non viene fornita una password testuale.
In Windows RT gli account utente non sono limitati ad essere solo locali, ma possono essere collegati con l'account Microsoft dell'utente. L'accesso tramite l'account Microsoft consente, oltre all'integrazione con Microsoft OneDrive, la sincronizzazione dei file e delle impostazioni dell'account utente tramite Internet, e l'accesso ad essi da altri computer con Windows 8 o Windows RT.

## Software incluso

### Windows Store

Schermata principale di Windows Store

Windows Store è una piattaforma di distribuzione digitale, simile a Ubuntu Software Center e Mac App Store, sviluppata da Microsoft e disponibile a partire da Windows 8, che consente agli sviluppatori di pubblicare le loro applicazioni, compresi i driver di dispositivo. Piattaforme di distribuzione simili esistono anche per dispositivi mobili (App store, Google Play, Samsung Apps, ...), e presentano il vantaggio di contenere applicazioni controllate e verificate per l'assenza di virus e malware.
Windows Store rende disponibili in un unico posto applicazioni progettate sia per architetture ARM sia per x86/x64, e destinate sia per il nuovo ambiente "immersive" sia per l'ambiente desktop tradizionale (anche se in quest'ultimo caso Windows Store fornisce solo i collegamenti al sito Web dell'applicazione). Siccome Windows Store è l'unico mezzo di distribuzione delle app di Windows Store, Microsoft dovrebbe potersi assicurare che le app siano libere da malware e da falle di sicurezza.

### Internet Explorer

Interfaccia della app di Internet Explorer 10

In Windows RT si trova preinstallato il browser Internet Explorer nella sua versione nel linguaggio di design Microsoft, appositamente progettata per l'utilizzo sui touch screen dei tablet.
Microsoft ha scelto, sul modello di Apple Safari per iOS, di non includere nella nuova interfaccia il supporto ai plug-in, tra cui Microsoft Silverlight, sottolineando così l'importanza della tecnologia HTML5. Una speciale versione di Adobe Flash Player, preinstallata in Windows RT e strettamente integrata nel browser grazie alla collaborazione tra Microsoft e Adobe, fornirà nell'interfaccia nel linguaggio di design Microsoft il supporto alla riproduzione degli elementi Flash presenti in alcuni siti Web selezionati.

#### Critiche
Nel maggio 2012 gli sviluppatori di Mozilla Firefox, sostenuti in un secondo momento anche dagli sviluppatori di Google Chrome, hanno lamentato l'impossibilità per qualsiasi browser non Microsoft di competere alla pari con Internet Explorer su Windows RT. In particolare, Asa Dotzler ha spiegato che Microsoft non offre su Windows RT la possibilità alle app di Windows Store di terze parti di accedere alle API Win32 nel modo diretto esclusivo di Internet Explorer, privandole così della capacità di operare al di fuori dell'area protetta riservata all'ambiente linguaggio di design Microsoft gestita dalle API WinRT.
Microsoft ha replicato che la nuova architettura ARM «ha dei nuovi requisiti per la sicurezza e per la gestione del risparmio energetico», e che Windows RT «non è più Windows».

### Microsoft Office
Microsoft Office 2013 (nome in codice Office 13) è un software di produttività personale per Microsoft Windows, e il successore di Microsoft Office 2010.
Office 2013 introduce un'interfaccia rinnovata basata sul linguaggio di design Microsoft, unita al layout dell'interfaccia ribbon delle precedenti versioni. In Windows RT verrà inclusa l'edizione Home and Student 2013 RT; per le versioni desktop di Windows il pacchetto sarà disponibile in varie edizioni come vendita al dettaglio.

## Nuove funzionalità

### Cronologia file
Cronologia file crea automaticamente backup incrementali dei file memorizzati nelle librerie e nelle cartelle specifiche dell'utente su un dispositivo di archiviazione esterno. Grazie alla funzione Cronologia file in File Explorer è quindi possibile tenere traccia delle specifiche revisioni dei propri file ed effettuarne il ripristino.

### Ripristino del sistema

Impostazioni PC in Windows 8

Windows RT include due funzioni di ripristino, chiamate Reinizializzazione e Reimpostazione, per effettuare un ripristino completo del sistema in modo più semplice rispetto a una normale reinstallazione del sistema operativo.
La funzionalità Reinizializzazione riporta tutte le modifiche ai file di Windows allo stato originale e rimuove tutti i programmi e le app installati, mantenendo intatti tutti i file e le impostazioni dell'utente.
La funzionalità Reimpostazione elimina tutti i file ed effettua praticamente una reinstallazione da zero di Windows, senza richiedere ulteriori input da parte dell'utente, quali l'accettazione del contratto di licenza e la selezione del disco fisso. Al completamento della reimpostazione, all'utente viene richiesto il codice del prodotto e quindi si procede alla creazione dell'account utente.

### Near Field Communication (NFC)
Windows RT include a partire da Windows 8 le API per il supporto alla tecnologia Near Field Communication (NFC), consentendo funzionalità come l'apertura di URL, l'esecuzione di applicazioni e la condivisione di informazioni tra dispositivi.

### Avvio protetto
L'avvio protetto è un protocollo basato sulla specifica UEFI 2.2, progettato per impedire l'esecuzione di firmware, sistemi operativi o driver UEFI non autorizzati in fase di avvio. L'avvio protetto riduce il rischio di attacchi al boot loader, mediante una procedura con infrastruttura a chiave pubblica (PKI) per convalidare le immagini firmware prima che ne sia concessa l'esecuzione.
Sui sistemi con firmware UEFI, la schermata di avvio con il logo del produttore persiste sullo schermo durante l'avvio di Windows, permettendo una transizione fluida dalla fase di POST fino alla comparsa della schermata Start.
Affinché i nuovi PC basati sulle architetture IA-32 e x86-64 possano ricevere la facoltativa certificazione per Windows 8, Microsoft richiede che la funzione di avvio protetto sia attivata per impostazione predefinita, ma i produttori devono offrire agli utenti un'opzione per disattivare questa funzione. Ai produttori di tablet e convertibili basati sull'architettura ARM che intendono ricevere la certificazione per Windows RT, invece, Microsoft non solo richiede di attivare la funzione di avvio protetto per impostazione predefinita ma, a differenza dei produttori di PC, vieta loro di offrire agli utenti la possibilità di disattivare questa funzione.

#### Critiche
Il requisito che i dispositivi certificati per Windows RT devono essere venduti con l'avvio protetto non disattivabile incontrò le critiche soprattutto degli sviluppatori di software libero, che sentivano che Microsoft stava tentando di esercitare il vendor lock-in impedendo agli utenti di installare sistemi operativi alternativi come Linux.
Il 20 settembre 2011 Matthew Garrett, uno sviluppatore di Red Hat, segnalò il possibile rischio che Microsoft avrebbe potuto escludere i sistemi operativi alternativi dai dispositivi certificati per Windows 8, dando origine ad un'ampia copertura mediatica sull'argomento. Secondo Garrett, se gli OEM si fossero limitati a includere nei loro dispositivi la sola chiave privata di Microsoft, all'utente non sarebbe stato permesso di avviare né Linux né alcun altro sistema operativo all'infuori di Windows 8. L'adozione di versioni firmate di Linux in sistemi regolarmente dotati delle relative chiavi UEFI avrebbe per giunta fatto sorgere delle ulteriori problematiche: per esempio, non si sarebbe potuto utilizzare il boot loader GNU GRUB perché la versione 3 della licenza GPL con cui è concesso richiede che il distributore fornisca all'utente tutte le chiavi di autorizzazione necessarie per installare il software.
Il team di sviluppo di Windows 8 assicurò in seguito nel blog ufficiale Building Windows 8 che gli OEM sarebbero stati liberi di personalizzare il loro firmware, per esempio offrendo un'opzione per disattivare l'avvio protetto.
Il 28 ottobre 2011 Canonical Ltd. e Red Hat, due delle maggiori società coinvolte in Linux, pubblicarono un libro bianco sulla questione, esortando i produttori ad includere nei PC un'interfaccia utente per attivare o disattivare facilmente l'avvio protetto.
Nel gennaio 2012 suscitò nuove preoccupazioni, in particolare nella comunità Linux, un documento in cui Microsoft stabiliva che, a differenza dei PC basati sulle architetture IA-32 e x86-64, i dispositivi basati su architettura ARM sarebbero stati esclusi dal programma di certificazione per Windows RT se avessero consentito la disattivazione dell'avvio protetto. Adrian Kingsley-Hughes di ZDNet suggerì tra le altre ipotesi che Microsoft stesse escludendo gli altri sistemi per motivi di vendor lock-in. Matthew Garrett intanto evidenziò le difficoltà nell'implementazione dell'avvio protetto in Linux, tra cui la complicazione del processo di installazione di un sistema operativo alternativo e la difficoltà nel persuadere gli OEM a vendere computer con la chiave alternativa insieme alla chiave Microsoft.
Alcune importanti distribuzioni Linux hanno sviluppato dei workaround per aggirare le restrizioni imposte da Microsoft.

## Compatibilità software
Windows RT supporta solo le applicazioni già incluse con il sistema (comprese alcune applicazioni desktop di Office 2013), fornite tramite Windows Update, acquisite tramite Windows Store (che fornirà solo le app di Windows Store), oppure in forma di app line-of-business sui dispositivi appartenenti ad un dominio di rete.
Invece, Windows RT non supporta l'esecuzione, l'emulazione o la portabilità delle esistenti applicazioni desktop x86/x64, perché esse non sono progettate per il risparmio energetico delle batterie e per impedire la portabilità di virus e malware sui dispositivi ARM.
Al contrario delle classiche applicazioni per Windows, le applicazioni per Windows RT vengono eseguite in un ambiente protetto, perciò alcune delle Windows API che sono disponibili su altre versioni di Windows sono state sostituite con delle nuove API in grado di tenere conto di questi nuovi requisiti. Inoltre, molte funzioni C POSIX non sono più supportate su Windows RT, e Microsoft promuove l'uso di uno specifico set di estensioni del C++ chiamato C++/CX. Tuttavia, è ancora possibile sviluppare applicazioni in C++ senza usare queste estensioni, ma su Microsoft Developer Network manca la documentazione relativa allo sviluppo per Windows RT senza le estensioni C++, rendendo difficile questo tipo di sviluppo.

### Exploit per il jailbreak
Nel gennaio 2013 è stato scoperto un exploit di tipo privilege escalation nel kernel di Windows per consentire a codice non firmato di essere eseguito sotto Windows RT. L'exploit coinvolge l'uso di uno strumento di debugging remoto (fornito da Microsoft per il debug delle app WinRT sui dispositivi Windows RT) per eseguire del codice che cambia il livello di firma memorizzato nella RAM per permettere l'esecuzione di codice non firmato (il livello predefinito consente la sola esecuzione di codice firmato da Microsoft).
Insieme alla sua spiegazione dell'exploit, lo sviluppatore ha anche incluso un appello personale a Microsoft sollecitando la rimozione delle restrizioni dai dispositivi Windows RT, sostenendo che queste restrizioni non sono per motivi tecnici, e che i dispositivi avrebbero un maggior valore se fosse disponibile questa funzionalità.
In una dichiarazione, un portavoce Microsoft ha applaudito lo sforzo, indicando che l'exploit non costituisce una minaccia per la sicurezza perché richiede un accesso da amministratore al dispositivo, tecniche avanzate, e richiederebbe comunque la ricompilazione dei programmi per ARM. Tuttavia, Microsoft ha rivelato comunque l'intenzione di includere una patch per l'exploit in un futuro aggiornamento.
È presto emerso su XDA Developers uno strumento basato su un file batch per assistere gli utenti nel processo di applicazione dell'exploit, e sono iniziate ad emergere diverse applicazioni desktop di cui è stato effettuato il porting, come l'emulatore Bochs (dimostrato in esecuzione sul sistema operativo Rhapsody di Apple come un proof of concept, «perché Windows 95 è troppo noioso»), PuTTY e TightVNC.

## Sviluppo
Le prime immagini di Windows RT, non ancora rese note, apparvero sul Web solo a giugno del 2012,fino all'annuncio, da parte della Microsoft, il 18 giugno, della realizzazione di un tablet chiamato Microsoft Surface, poi reso disponibile a partire dal 26 ottobre 2012, in due versioni: una con Windows RT ed un'altra con Windows 8 Pro, come sistemi operativi.

## Requisiti minimi di sistema
Microsoft ha pubblicato i requisiti hardware minimi per i nuovi dispositivi tablet e convertibili certificati per Windows 8, e ha definito il fattore di forma convertibile come un dispositivo indipendente che combina in un singolo chassis PC, schermo e sorgente di alimentazione ricaricabile con una tastiera attaccata meccanicamente e un dispositivo di puntamento. Un convertibile può essere trasformato in un tablet nascondendo o rimuovendo i dispositivi di input attaccati, e lasciando quindi lo schermo come unico meccanismo di input.
Il 12 marzo 2013, Microsoft ha corretto i requisiti di certificazione in modo che richiedano solo che gli schermi sui tablet abbiano una risoluzione minima di 1024×768 (anziché i precedenti 1366×768). Il requisito corretto intende consentire una «maggiore flessibilità di design» per i prodotti futuri, come i tablet a 7 pollici.
| Architettura                 | ARM |
| ---------------------------- | --- |
| Firmware                     | UEFI |
| Grafica                      | Direct3D 10 con driver WDDM 1.2 |
| Schermo                      | Touch screen con risoluzione 1024×768, con una profondità di 32 bit e con almeno 5 punti di tocco |
| Spazio libero su disco fisso | 10 GB |
| Tecnologie di rete           | WLAN e Bluetooth 4.0 con Bluetooth Low Energy |
| Elementi hardware esterni    | • Esattamente 5 pulsanti hardware: Power, Rotation lock, Tasto Windows, Volume up, Volume down • Almeno una porta USB 2.0 • "Touch mark", cioè un'etichetta o un segno visibile, per i dispositivi con tecnologia NFC |
| Accessori                    | • Fotocamera con risoluzione minima 1280×720 • Sensore alla luce ambientale di capacità 1-30.000 lux con un intervallo dinamico di 5-60.000 • Magnetometro • Accelerometro a 3 assi con frequenze dati maggiori o uguali a 50 Hz • Giroscopio • Altoparlante • Radio a GPS Assistito, se è presente un dispositivo a banda larga mobile integrato |
| Altro                        | Nuova combinazione di tasti Tasto Windows + Power per i dispositivi privi di tastiera facenti parte di un dominio |

1. ↑  Se lo schermo è al di sotto di 1366×768, devono essere inclusi nella documentazione degli avvisi per notificare gli utenti che la funzione di ancoraggio non è disponibile.

## Marketing
Microsoft impone uno stretto controllo sullo sviluppo e la produzione di dispositivi con Windows RT: sono progettati in cooperazione con la società, e devono essere costruiti secondo le strette specifiche hardware e di design. Per motivi di controllo della qualità, possono essere usati solo i modelli "approvati" di certi componenti. Per assicurare la qualità hardware e limitare il numero di dispositivi con Windows RT immessi sul mercato, ai tre produttori di chip ARM partecipanti è stato permesso di diventare partner solo di un massimo di due produttori di PC nello sviluppo della prima "ondata" di dispositivi con Windows RT come parte del programma di sviluppo Microsoft. Qualcomm è diventata partner di Samsung e HP, Nvidia di ASUS e Lenovo, e Texas Instruments di Toshiba. Inoltre, Microsoft è diventata partner di Nvidia per produrre il proprio tablet con Windows RT, noto come Surface.
Toshiba e TI si sono presto tirate fuori dal programma di sviluppo, e TI ha annunciato in seguito che avrebbe interrotto interamente lo sviluppo di chipset ARM per dispositivi mobili. Anche HP si è tirata fuori dal programma, ritenendo che i tablet compatibili con Intel fossero più appropriati per un uso business rispetto a quelli con architettura ARM. HP è stata presto rimpiazzata da Dell come partner alternativo di Qualcomm. Anche Acer ha intenzione di realizzare un dispositivo con Windows RT, ma ha deciso di rimandarlo fino al secondo trimestre del 2013 in risposta alle reazioni contrastanti a Surface. Lo svelamento del tablet sviluppato da Microsoft ha colto Acer di sorpresa, e secondo il suo amministratore delegato Surface potrebbe lasciare «un enorme impatto negativo per l'ecosistema [Windows] e gli altri marchi.»

## Reazioni
Windows RT ha ricevuto varie reazioni alla sua pubblicazione. In una recensione dell'Asus VivoTab RT di PC Advisor, l'offerta di un file manager completo (a differenza di altri sistemi operativi mobili) è stata citata come un aspetto positivo, ma è stata notata l'incompatibilità con le applicazioni x86, e la mancanza di una app dedicata alla riproduzione musicale. AnandTech ha lodato Windows RT per essere il primo sistema operativo mobile «legittimamente utile», in parte grazie al suo sistema multi-tasking, all'enfasi sugli accessori per la tastiera e ai programmi di Office inclusi. Ha apprezzato le prestazioni della sua dolce interfaccia e il «decente» supporto a diversi dispositivi USB in più rispetto agli altri sistemi operativi mobili su piattaforma ARM. Tuttavia, l'ecosistema Windows Store è stato criticato per non avere al momento del lancio tante buone applicazioni a differenza dei suoi concorrenti, anche se è stato notato che il problema del numero di app potrebbe essere inesistente, in quanto è possibile «sostanzialmente assumere che il marketplace si espanderà significativamente a meno che per qualche motivo tutti smettano di comprare i sistemi basati su Windows il 26 ottobre». Altre critiche hanno riguardato tempi di avvio delle applicazioni più lenti in confronto a un iPad recente, e un supporto a macchia di leopardo ai driver per le stampanti.
Windows RT è stato inoltre accolto in modo tiepido da parte dei produttori. Nel giugno del 2012, Hewlett-Packard ha cancellato i suoi piani per realizzare un tablet con Windows RT, dichiarando che i suoi clienti ritenevano che i tablet basati su Intel fossero più appropriati per l'uso in ambienti di business. Nel gennaio del 2013, Samsung ha cancellato la vendita sul mercato americano del suo tablet con Windows RT, l'Ativ Tab, citando come motivi della mossa il non chiaro posizionamento del sistema operativo, la "modesta" richiesta di dispositivi con Windows RT, e lo sforzo e l'investimento richiesti per insegnare ai clienti le differenze tra Windows 8 e RT. Mike Abary, vicepresidente senior del produttore di tablet e PC Samsung, ha anche dichiarato che la società non era in grado di costruire l'Ativ Tab senza che superasse il prezzo indicativo, considerando che il basso costo è un punto chiave nella vendita dei dispositivi con Windows RT.